# Castillo y murallas de Requena
El Castillo y Murallas de Requena, son un Bien de interés cultural, que se encuentran en el municipio anteriormente nombrado, sito en la comarca de la Requena-Utiel, de la provincia de Valencia, con número de anotación ministerial: R-I-51-0012146 y fecha de anotación 21 de julio de 2008.

## Historia

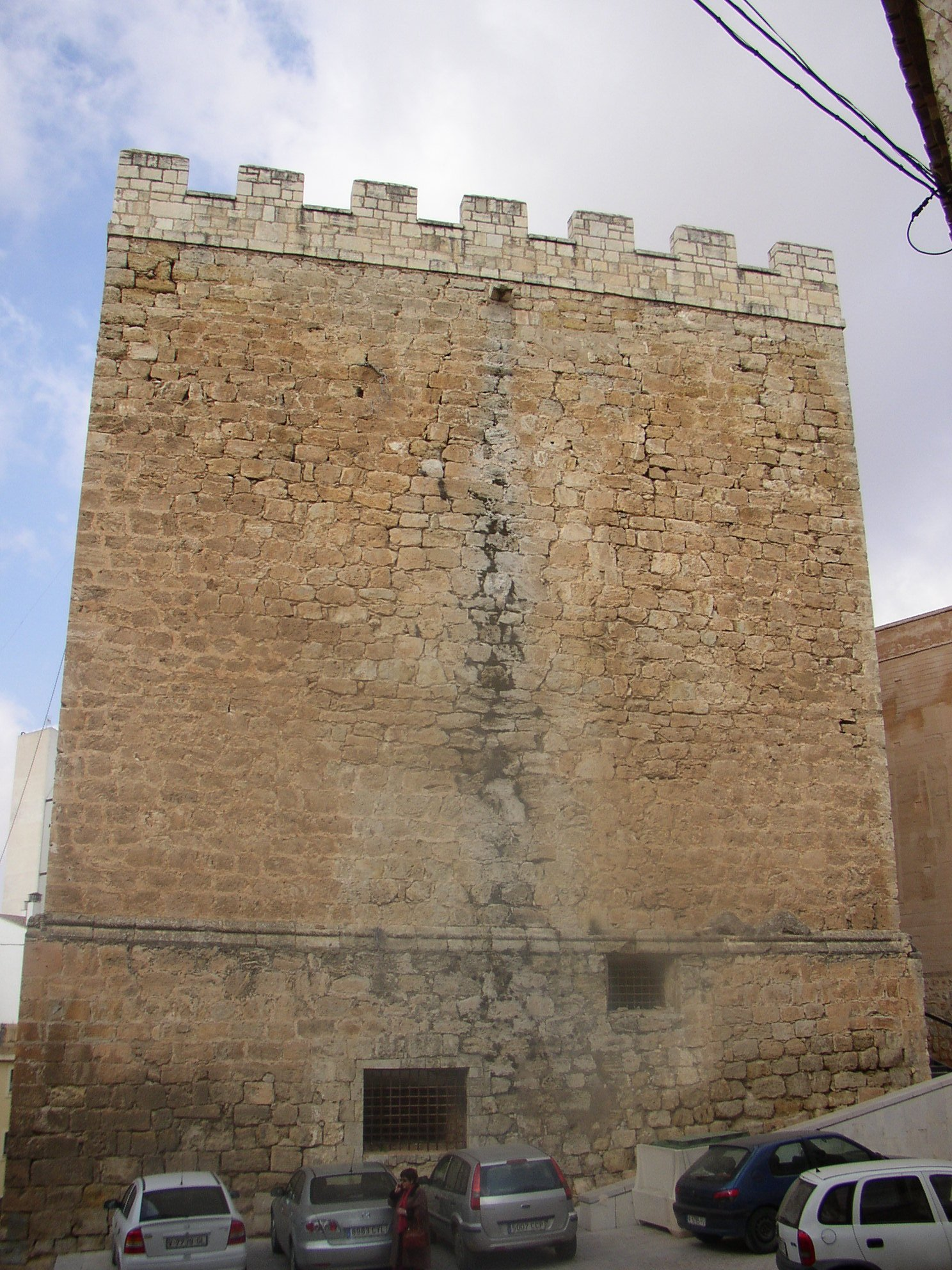

Requena estaba considerada como “plaza fronteriza” entre el reino musulmán de Valencia y el reino de Castilla, desde prácticamente finales del siglo XII. Es por esta razón que sus defensas fueron reforzadas en el mencionado siglo XII. No se puede asegurar una fecha de la conquista cristiana de Requena, se supone que debió coincidir con la ocupación pacífica de la zona tras la conquista de Valencia en 1238, y después de un breve litigio jurisdiccional entre Jaime I de Aragón y Alfonso X de Castilla, Requena pasa a formar parte del reino de Castilla y sigue en su condición fronteriza con el reino de Valencia; lo cual marca profundamente sus funciones, y hacen imprescindible el mantenimiento tanto de su castillo como de las murallas, ya que a partir de este momento va a realizar un importante papel aduanero en las relaciones comerciales entre ambos reinos, sobre todo con la concesión del Puerto Seco y Almojarifazgo por Alfonso X en 1264.

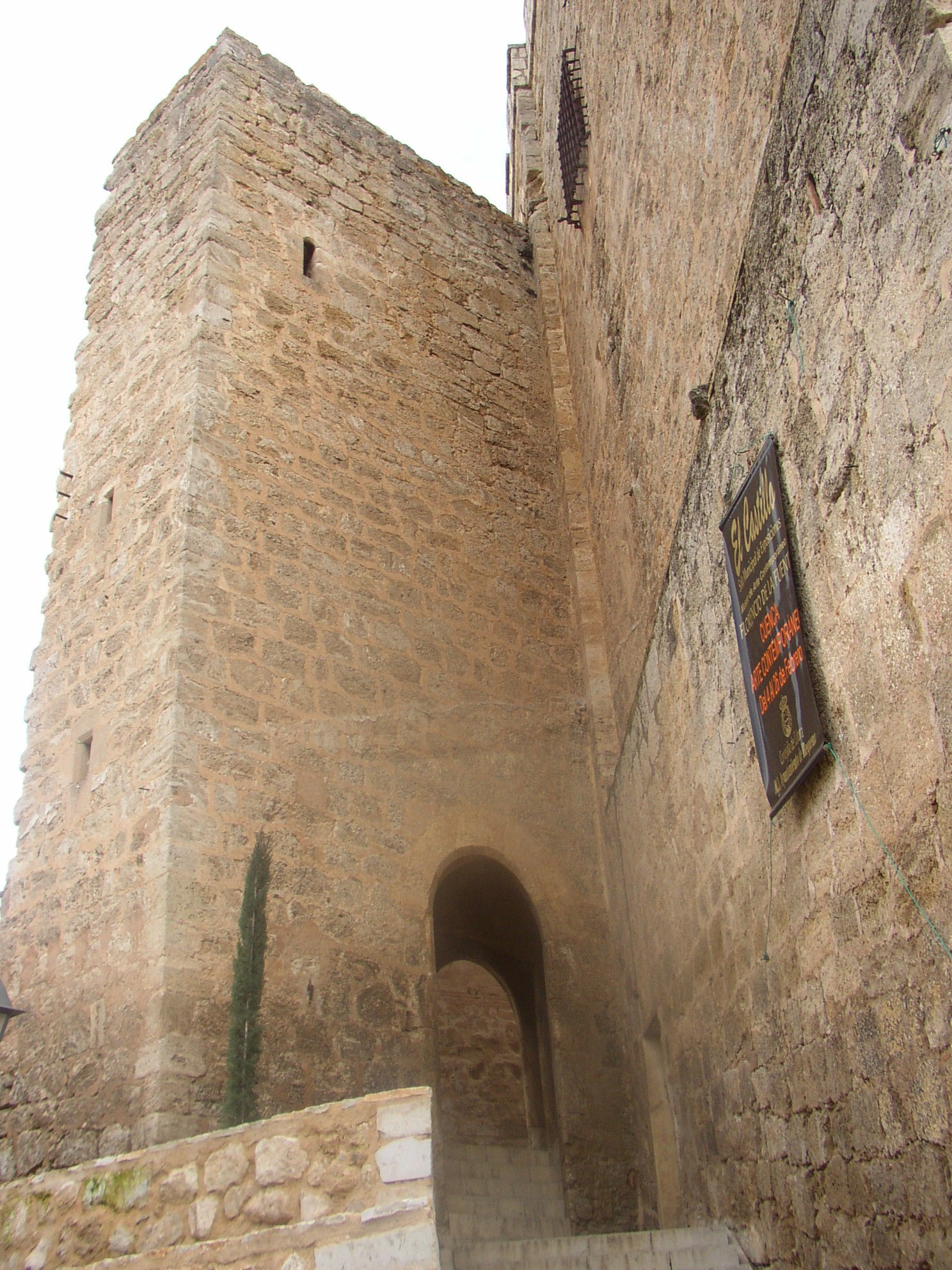

Durante la Baja Edad Media, y hasta el advenimiento de los Reyes Católicos, Requena fue zona de luchas fronterizas y de disputas internas entre la nobleza y monarquía. La plaza de Requena, villa real, sería pieza apetecida por aragoneses y castellanos. Así, entre 1370 y 1374, vivió un período de ocupación aragonesa, como consecuencia de haberse adherido a la causa de Enrique de Trastámara en su guerra contra Pedro I de Castilla, el Cruel; cosa que le ayudó a segregarse a Utiel de Requena. De este modo, los aragoneses se vieron ante la necesidad de realizar algunas obras de fortificación por las que los vecinos se vieron obligados a pagar una elevada suma de florines. Se cree que las torres de San Julián y de Montijana, fueron edificadas en este periodo. El castillo necesitó obras más importantes: se sustituye la torre principal, que estaba edificada de argamasa, por otra de sillería en 1423; se intenta hacer lo propio con el muro musulmán que mira hacia el interior de la ciudad, pero la obra quedó inacabada.

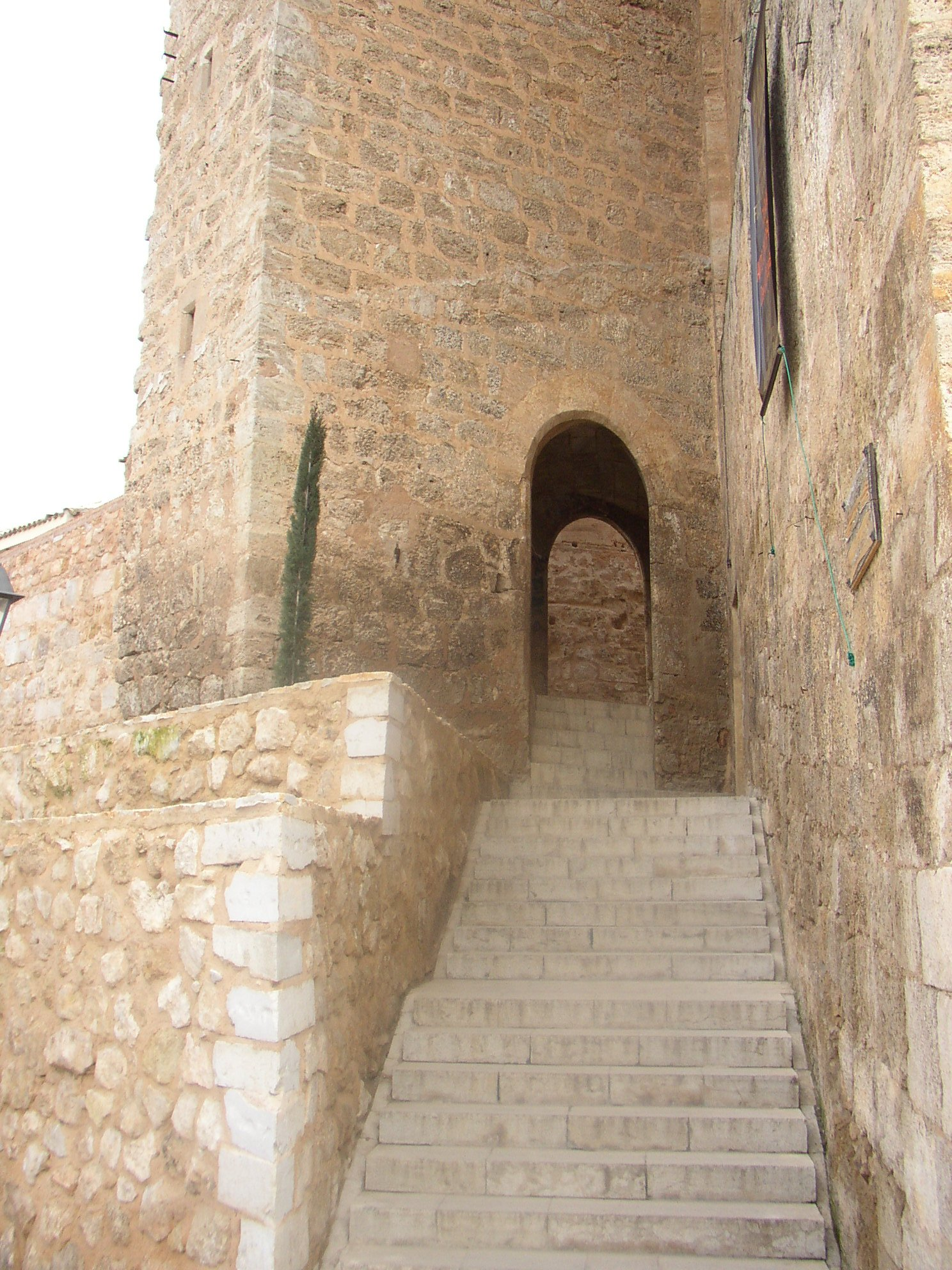

Pese a todas estas mejoras, el período belicoso del siglo XVIII supuso la destrucción de parte de la ciudad y de sus fortificaciones. Más tarde, la guerra napoleónica y las numerosas guerras civiles durante el siglo XIX, consiguieron devolver a Requena su carácter estratégico, por lo que se volvió a construir elementos de protección y defensa. Requena tomó partido a favor de Isabel II de España, lo que hizo que fuera atacada por el general carlista Cabrera en septiembre de 1835, aunque no tomó la plaza. Este ataque provocó una serie de medidas defensivas, como la apertura de algunas zanjas y la formación de barricadas. En el verano de 1836 se construyeron algunas baterías y se abrió un foso con puente levadizo en la puerta de Valencia, que sirvieron para rechazar un nuevo ataque, que le valió el título de Ciudad. Fue nuevamente atacada por Cabrera en 1837, lo cual hizo que las autoridades militares decidieron dotar a la ciudad de nuevas y más potentes defensas. Se mejoraron las murallas, se construyeron muros de cal y canto, tapias, fosos, baterías, tambores, aspilleras, etc., aunque actualmente sólo pueden verse restos dispersos a lo largo de diferentes calles y zonas del municipio.

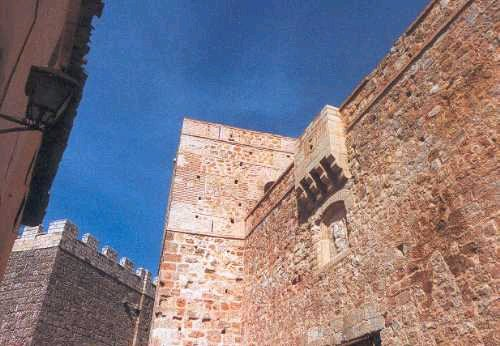

## Descripción
El Castillo se encuentra sobre el promontorio que domina la ciudad, y está edificado sobre una gran peña. Actualmente sólo pervive su Torre del Homenaje, que es parte de la primitiva fortaleza musulmana, que estaba construida en piedra de sillería, y edificada a base de argamasa hasta que fue sustituida por la actual en 1423. El castillo se extendía en medio de dos grandes torreones, con almenas y terraplenes. Tuvo puente levadizo sobre un foso ya cegado. Sirvió para diversos usos, desde residencia de caballeros hasta cárcel. Actualmente la torre está restaurada y su interior es diáfano, y se pueden ver unas explicaciones digitales..

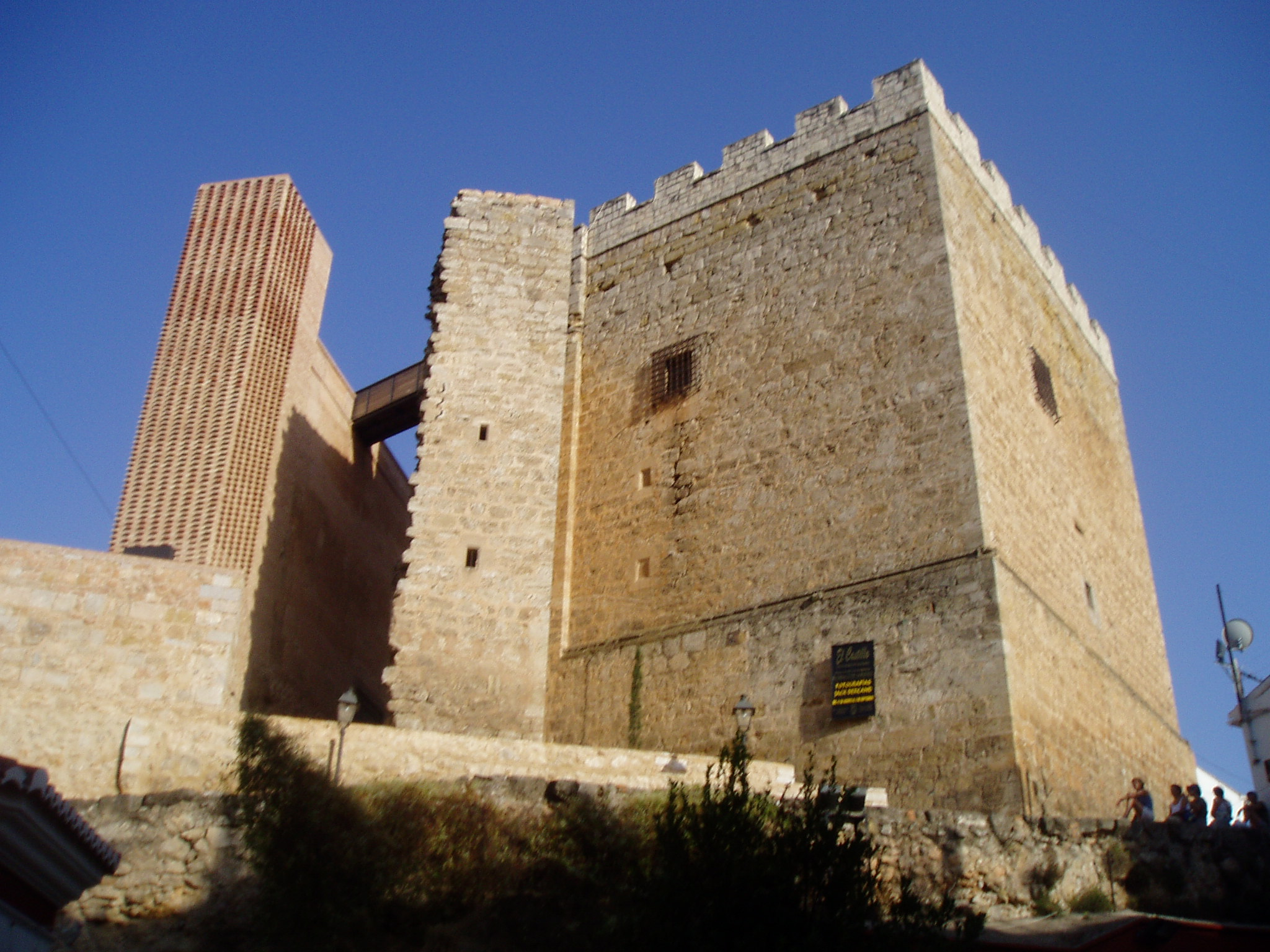

La muralla presenta una altura de entre nueve y diez metros, al igual que las torres. Cada torre avanza unos cinco metros desde la muralla y tiene un frente de seis metros y medio. Para la construcción se empleó tierra formando una argamasa en la que incluían además de barro, cal, piedras pequeñas y casquijo de adobes y cerámicas. Aunque el empleo de la técnica del tapial es propia del periodo califal, se generalizó en el siglo XII con los almorávides y siguió luego con los almohades y los nazaríes, lo cual dificulta la datación, pese a que se puede suponer que la cerca general no pudo ser posterior a la alcazaba (la arquitectura y los materiales son los mismos) y , además hay una segunda cerca, en torno a un arrabal, que por necesidad no puede ser posterior al siglo XII; todo lo cual induce a pensar que dicha cerca fue levantada durante el periodo califal, entre los siglos VIII y XI.
Las torres de Montijana, de forma redonda y construida de mampostería y basamento de sillería y ladrillo; y la torre Grande (esta última actualmente desaparecida) fueron reconstruidas en el siglo XV.
Tienen una estructura muy compleja y ha sufrido numerosas modificaciones, pudiéndose distinguir un primer trazado musulmán, un trazado modificado en período cristiano y posteriores reformas hasta las Guerras Carlistas, en la que fueron refortificadas por última vez. Destacaba la gran profusión de torres defensivas incorporadas al amurallamiento durante distintas épocas. Actualmente solo quedan restos dispersos entre las construcciones de otras casas, destacando por ejemplo los restos encontrados dentro de las casas situadas en los números 22-24 de la calle Fortaleza. Al levantar el pavimento moderno y retirar el relleno inferior se descubrieron parte de los sillares de un torreón redondeado que se relacionaban con los conservados en la casa colindante y que pertenecían a una de las torres defensivas de Requena. El muro medianero que separaba las dos pequeñas viviendas se había construido reutilizando un can de piedra similar a los existentes en la muralla del Patio de Armas. Las siguientes excavaciones demostraron que esas casas estaban en el foso del castillo y la puerta levadiza de la barbacana, así como la existencia de una segunda torre, que había sido derruida para usar reutilizar el espacio como bodega. Pese a ello se podía percibir su estructura redonda.